# Pauline Rifer de Courcelles
Pauline Knip, nascida Pauline Rifer de Courcelles (Paris, 26 de julho de 1781 - 18 de abril de 1851) foi uma artista francesa que foi casada com Joseph August Knip de 1808 até o divórcio em 1824. Suas pinturas de aves, especialmente pombos, foram usados na obra de Coenraad Jacob Temminck Histoire Naturelle des Pigeons et des Gallinaces. Ela é a mãe do artista holandês Henriëtte Ronner-Knip.